# Kanton Lillers
Kanton Lillers is een kanton van het Franse departement Pas-de-Calais. Het kanton maakt deel uit van het arrondissement Béthune. Bij de hervormingen van de kantons ingevolge het decreet van 24 februari 2014, met uitwerking vanaf 2015, werd het kanton uitgebreid van 9 naar 22 gemeenten. Delen van de kantons Norrent-Fontes (vijf gemeenten) en Auchel (zeven gemeenten) gingen op in dit kanton. Uit de opgeheven kantons Laventie en Béthune-Sud kwam een gemeente. Guarbecque werd overgeheveld naar Aire-sur-la-Lys

## Gemeenten
Het kanton Lillers omvat de volgende gemeenten:
- Allouagne
- Ames
- Amettes
- Auchy-au-Bois
- Bourecq
- Burbure
- Busnes
- Calonne-sur-la-Lys
- Ecquedecques
- Ferfay
- Gonnehem
- Ham-en-Artois
- Lespesses
- Lestrem
- Lières
- Lillers (hoofdplaats)
- Mont-Bernanchon
- Norrent-Fontes
- Robecq
- Saint-Floris
- Saint-Venant
- Westrehem

Voor de herindeling waren dit:
- Busnes
- Calonne-sur-la-Lys
- Gonnehem
- Guarbecque
- Lillers
- Mont-Bernanchon
- Robecq
- Saint-Floris
- Saint-Venant